# ブルーリボン賞 (映画)
ブルーリボン賞（ブルーリボンしょう）は、1950年（昭和25年）に創設された日本の映画賞である。
現在の主催は、東京のスポーツ7紙（スポーツ報知・デイリースポーツ・サンケイスポーツ・東京中日スポーツ・東京スポーツ・スポーツニッポン・日刊スポーツ）の映画担当記者で構成された「東京映画記者会」。ブルーリボン賞は加盟各社の合資と映画会社からの賛助金によって運営され、作品賞・個人賞計8部門の賞を毎年1月に発表、2月に授賞式が行われる。

## 沿革
1950年（昭和25年）、朝日新聞の井沢淳（井沢純）が、毎日新聞の岡本博、読売新聞の谷村錦一をはじめとする「東京映画記者会」の記者会員に呼びかけ、1年間の映画界を総括する記者同士のおさらいの成果を賞として世に問うとして「東京映画記者会賞」の名で始まった。別説として「日本映画文化賞」の名称で始まったとする資料も存在。1951年3月22日、東京・築地にあった東京劇場で第1回授賞式が行われた。第4回から第7回までは、銀座・並木座が授賞式会場となった。
当初は記者の親睦的組織として始まった東京映画記者会だったが、最大時には在京の日刊紙・通信社の加盟社は17社、会員数は80人を超えるまでに成長し、規模が大きくなるにつれ、選考に対する考え方に違いが生じるようになった。大衆賞が欲しい美空ひばりが事前運動をしたという噂が広まったことがキッカケに、一般紙よりスポーツ新聞記者の票数が多いことに対する不満が噴出し、1960年（昭和35年）3月には大手新聞6社（読売新聞・朝日新聞・毎日新聞・産経新聞・東京新聞・日本経済新聞）および共同通信社が脱退。これによりブルーリボン賞は第11回（1960年度）からスポーツ紙を中心にした新聞社による主催となり、現在に至っている。
1967年（昭和42年）、新聞記者が審査員を務める日本レコード大賞の「黒い霧」の噂を気にした新聞社上層部が、〔賄賂を受け取る立場になりかねない〕記者会主催の賞を辞めるように厳命し、第17回（1966年度）を最後にブルーリボン賞は一時廃止される事となる。また、分裂した7社が設立した日本映画記者会賞や、テアトロン賞（東京演劇記者会）、ホワイトブロンズ賞（地方新聞映画記者会）などの記者会賞も1966年度で一斉に廃止されている。
しかし、若手記者を中心に再開を望む声があがるようになり、1973年（昭和48年）秋にブルーリボン復活準備委員会が発足され、1975年度に再スタートを果たした。

## 選考・授賞式
毎年1月1日から12月31日までに、首都圏で封切られた全作品を対象とし、1月に選考が行われる。作品、監督、主演男女優、助演男女優、新人（監督も含み、映画デビュー2年以内が対象）、外国映画の各部門がある。年によってスタッフ賞や特別賞も選ばれる。前年末までに記者会員全員による投票で選ばれたノミネートの中から、選考会で合議ののち投票で過半数を得た作品・人に賞が贈られる。選考にあたっては、演技だけでなく、映画に対する姿勢や人格も対象とする。
授賞式は2月に行われ、受賞者発表時の各紙で、授賞式への読者抽選無料招待の応募要項が掲載される。なお、「映画記者の手作りの賞」を標榜することから、この選考だけでなく授賞式会場の設営、照明・音響、観客の誘導といった裏方の仕事なども全て各紙の映画記者たちが行っている。
進行役（司会者）は、前年度に主演男優賞、主演女優賞を受賞した俳優が担当する。
新型コロナの影響で、2020年度から2022年度まで授賞式は開催されなかった。

## 由来と賞品
開始当初は主催者の財政が厳しいため受賞者への賞品も特になく、賞状を青色のリボンで結んで渡したことから「ブルーリボン賞」と呼ばれるようになり、のちに正式名称になった。現在も続くこの青いリボンには「青空の下で取材した記者が選考する」という意味が込められている。この他に記者の象徴であるペンを賞品とし、受賞者名入りのモンブランの万年筆1本が贈られる。
この逸話が当賞が日本映画界の最高栄誉とされる根拠とされている。

## 特徴と功績
新聞記者の先取り精神から、新しい才能をいち早く発掘したことが一番の特徴として挙げられる。第2回の三國連太郎、第8回の石原裕次郎、第9回の今村昌平監督、第11回の大島渚監督らに他の映画賞に先んじて新人賞を贈り激励。そのほか、岩下志麻、浦山桐郎、佐藤純彌、熊井啓、渡哲也、大竹しのぶ、三浦友和、原田美枝子、大林宣彦、美保純らも発掘し、彼らは日本映画の担い手として活躍している。
演技賞でも、三船敏郎、佐田啓二、フランキー堺、吉永小百合、岩下志麻、夏目雅子、薬師丸ひろ子らに、どの映画賞よりも早く賞を贈った。
また、〔大島渚監督などの〕ヌーヴェルヴァーグがもて囃（）されている中、『なつかしい風来坊』を表彰することで、注目されていなかった山田洋次監督をスポットライトの当たる場所に立たせた（第17回）。

## 歴代各賞
（表記年は対象映画の年度であり、授賞式は翌年2月）

### 第1回（1950年度） - 第10回（1959年度）

#### 第1回（1950年度）
- 作品賞『また逢う日まで』[4]
- 監督賞 今井正『また逢う日まで』[4]
- 主演男優賞 山村聡『宗方姉妹』ほか[4]
- 主演女優賞 淡島千景『てんやわんや』『奥様に御用心』[4]
- 脚本賞 黒澤明、橋本忍『羅生門』[4]
- 撮影賞 中井朝一『偽れる盛装』[4]
- 新人賞 佐分利信（監督として）『女性対男性』『執行猶予』[4]
- 日本映画文化賞 松竹 富士写真フイルム（長編天然色劇映画『カルメン故郷に帰る』の製作）[4]

#### 第2回（1951年度）
- 作品賞『めし』
- 監督賞 小津安二郎『麦秋』
- 主演男優賞 三船敏郎『馬喰一代』『女ごころ誰か知る』
- 主演女優賞 原節子『麦秋』『めし』
- 助演男優賞 笠智衆『我が家は楽し』『命美わし』
- 助演女優賞 杉村春子『麦秋』『めし』『命美わし』
- 外国作品賞『サンセット大通り』（アメリカ）
- 脚本賞 田中澄江『我が家は楽し』『少年期』『めし』
- 撮影賞 厚田雄春『我が家は楽し』『あの丘越えて』『麦秋』
- 新人賞 三國連太郎『善魔』『海の花火』
- 日本映画文化賞 大映（『羅生門』の輸出および『源氏物語』の製作）

#### 第3回（1952年度）
- 作品賞『稲妻』[13][14]
- 監督賞 成瀬巳喜男『稲妻』『おかあさん』[13][14]
- 主演男優賞 該当者なし[13][14]
- 主演女優賞 山田五十鈴『現代人』『箱根風雲録』[13][14]
- 助演男優賞 加東大介『荒木又右衛門 決闘鍵屋の辻』『おかあさん』[13][14]
- 助演女優賞 中北千枝子『丘は花ざかり』『稲妻』[13][14]
- 外国作品賞『チャップリンの殺人狂時代』（アメリカ）[13][14]
- 脚本賞 斎藤良輔『本日休診』[13][14]
- 撮影賞 宮川一夫『千羽鶴』[13][14]
- 企画賞 永島一朗『おかあさん』[14]

#### 第4回（1953年度）
- 作品賞『にごりえ』
- 監督賞 今井正『ひめゆりの塔』
- 主演男優賞 該当者なし
- 主演女優賞 乙羽信子『縮図』『慾望』『女の一生』
- 助演男優賞 進藤英太郎『女の一生』『祇園囃子』
- 助演女優賞 浪花千栄子『祇園囃子』
- 外国作品賞『禁じられた遊び』（フランス）
- 脚本賞 木下惠介『日本の悲劇』『恋文』『まごころ』『愛の砂丘』
- 撮影賞 三浦光雄『煙突の見える場所』『雁』
- 音楽賞 芥川也寸志『煙突の見える場所』『雲ながるる果てに』『にごりえ』
- 新人賞 野村芳太郎『次男坊』『愚弟賢兄』『鞍馬天狗 青面夜叉』『きんぴら先生とお嬢さん』
- 企画賞 伊藤武郎『にごりえ』『ひめゆりの塔』『雲ながるる果てに』
- 大衆賞 長谷川一夫

#### 第5回（1954年度）
- 作品賞『二十四の瞳』
- 監督賞 溝口健二『近松物語』
- 主演男優賞 該当者なし
- 主演女優賞 高峰秀子『二十四の瞳』『女の園』『この広い空のどこかに』
- 助演男優賞 東野英治郎『黒い潮』、『勲章』
- 助演女優賞 望月優子『晩菊』
- 外国作品賞『恐怖の報酬』（フランス）
- 脚本賞 木下惠介『二十四の瞳』『女の園』
- 音楽賞 早坂文雄『七人の侍』『近松物語』
- 新人賞 山村聡『黒い潮』
- 日本映画文化賞 永田雅一、川喜多長政（日本映画の海外進出に対する功績）

#### 第6回（1955年度）
- 作品賞『浮雲』
- 監督賞 豊田四郎『夫婦善哉』
- 主演男優賞 森繁久彌『夫婦善哉』
- 主演女優賞 淡島千景『夫婦善哉』
- 助演男優賞 加東大介『血槍富士』『ここに泉あり』
- 助演女優賞 山田五十鈴『たけくらべ』『石合戦』
- 外国作品賞『エデンの東』（アメリカ）
- 脚本賞 菊島隆三『男ありて』『六人の暗殺者』
- 撮影賞 楠田浩之『遠い雲』『野菊の如き君なりき』
- 音楽賞 伊福部昭『美女と怪龍』
- 新人賞 小林恒夫『終電車の死美人』『暴力街』
- 企画賞 坂上静翁『女中ッ子』『おふくろ』
- 大衆賞 片岡千恵蔵（『血槍富士』『飛龍無双』の演技と長年映画界に尽くした努力）
- 日本映画文化賞 岩波映画製作所[15]

#### 第7回（1956年度）
- 作品賞『真昼の暗黒』
- 監督賞 今井正『真昼の暗黒』
- 主演男優賞 佐田啓二『あなた買います』『台風騒動記』
- 主演女優賞 山田五十鈴『母子像』『猫と庄造と二人のをんな』『流れる』
- 助演男優賞 多々良純『鶴八鶴次郎』『あなた買います』『台風騒動記』
- 助演女優賞 久我美子『夕やけ雲』『女囚と共に』『太陽とバラ』
- 外国作品賞『居酒屋』（フランス）
- 脚本賞 橋本忍『真昼の暗黒』
- 撮影賞 三浦光雄『白夫人の妖恋』『猫と庄造と二人のをんな』
- 音楽賞 伊福部昭『ビルマの竪琴』『真昼の暗黒』『鬼火』
- 新人賞 川頭義郎『子供の眼』『涙』
- 大衆賞 市川右太衛門『旗本退屈男』
- 日本映画文化賞 溝口健二（日本映画の発展に尽くした功績）

#### 第8回（1957年度）
- 作品賞『米』
- 監督賞 今井正『米』『純愛物語』
- 主演男優賞 フランキー堺『幕末太陽傳』『倖せは俺等のねがい』
- 主演女優賞 望月優子『米』『うなぎとり』
- 助演男優賞 三井弘次『気違い部落』『どん底』
- 助演女優賞 淡路恵子『太夫さんより 女体は哀しく』『下町』
- 外国作品賞『道』（イタリア）
- 脚本賞 菊島隆三『気違い部落』
- 技術賞 村木与四郎『蜘蛛巣城』『どん底』の美術
- 音楽賞 團伊玖磨『雪国』『メソポタミア』
- 新人賞 石原裕次郎『勝利者』
- 企画賞 マキノ光雄『米』『純愛物語』『どたんば』『爆音と大地』
- 大衆賞 渡辺邦男（大衆に親しまれる映画を数多く作った功績）
- 特別賞 横山隆一（漫画映画『ふくすけ』を作ったおとぎプロの製作活動に対して）
- 日本映画文化賞 マキノ光雄（その生涯を通じて日本映画界に尽くした功績）

#### 第9回（1958年度）
- 作品賞『隠し砦の三悪人』
- 監督賞 田坂具隆『陽のあたる坂道』
- 主演男優賞 市川雷蔵『炎上』『弁天小僧』
- 主演女優賞 山本富士子『白鷺』『彼岸花』
- 助演男優賞 中村鴈治郎 (2代目)『炎上』『鰯雲』
- 助演女優賞 渡辺美佐子『果てしなき欲望』
- 外国作品賞『老人と海』（アメリカ）
- 脚本賞 橋本忍『張込み』『鰯雲』
- 撮影賞 宮川一夫『炎上』『弁天小僧』
- 技術賞 藤林甲『陽のあたる坂道』『紅の翼』の照明
- 音楽賞 芥川也寸志『裸の太陽』
- 新人賞 今村昌平『盗まれた欲情』『果てしなき欲望』
- 大衆賞 中村錦之助『一心太助 天下の一大事』
- 特別賞 『白蛇伝』製作スタッフ

#### 第10回（1959年度）
- 作品賞『キクとイサム』
- 監督賞 市川崑『鍵』『野火』
- 主演男優賞 長門裕之『にあんちゃん』
- 主演女優賞 北林谷栄『キクとイサム』
- 助演男優賞 小沢昭一『にあんちゃん』
- 助演女優賞 新珠三千代『人間の條件 第1・2部』『人間の條件 第3・4部』『私は貝になりたい』
- 外国作品賞『十二人の怒れる男』（アメリカ）
- 脚本賞 水木洋子『キクとイサム』
- 撮影賞 小林節雄『野火』
- 技術賞 足立伶二郎の殺陣と東映剣会
- 音楽賞 林光『第五福竜丸』『荷車の歌』『人間の壁』
- 企画賞 山本プロダクション『荷車の歌』『人間の壁』
- 大衆賞 月形龍之介（娯楽映画に尽くした功績）
- 特別賞 『警視庁物語』シリーズのスタッフ、キャスト

### 第11回（1960年度） - 第17回（1966年度）

#### 第11回（1960年度）
- 作品賞『おとうと』
- 監督賞 市川崑『おとうと』
- 主演男優賞 三國連太郎『大いなる旅路』
- 主演女優賞 岸惠子『おとうと』
- 助演男優賞 織田政雄『笛吹川』『墨東綺譚』
- 助演女優賞 中村玉緒『ぼんち』『大菩薩峠』
- 外国作品賞『渚にて』（アメリカ）
- 脚本賞 該当者なし
- 撮影賞 宮川一夫『おとうと』
- 音楽賞 眞鍋理一郎『太陽の墓場』
- 新人賞 大島渚『青春残酷物語』
- 企画賞 新藤兼人『裸の島』
- 大衆賞 小林桂樹（一連のサラリーマンものに対して）
- 特別賞 『武器なき斗い』の山本薩夫ほか製作スタッフ

#### 第12回（1961年度）
- 作品賞『豚と軍艦』
- 監督賞 伊藤大輔『反逆児』
- 主演男優賞 三船敏郎『用心棒』『価値ある男』（メキシコ）
- 主演女優賞 若尾文子『女は二度生まれる』『妻は告白する』『婚期』
- 助演男優賞 山村聰『あれが港の灯だ』『河口』
- 助演女優賞 高千穂ひづる『背徳のメス』『ゼロの焦点』
- 外国作品賞『ふたりの女』（イタリア）
- 脚本賞 松山善三『名もなく貧しく美しく』『二人の息子』
- 技術賞 『釈迦』の大映技術陣
- 音楽賞 佐藤勝『南の風と波』『はだかっ子』
- 新人賞 岩下志麻『わが恋の旅路』
- 大衆賞 美空ひばり
- 特別賞 三船敏郎

#### 第13回（1962年度）
- 作品賞『キューポラのある街』
- 監督賞 市川崑『私は二歳』『破戒』
- 主演男優賞 仲代達矢『切腹』
- 主演女優賞 吉永小百合『キューポラのある街』
- 助演男優賞 伊藤雄之助『忍びの者』
- 助演女優賞 岸田今日子『破戒』『秋刀魚の味』
- 外国作品賞『怒りの葡萄』（アメリカ）
- 脚本賞 橋本忍『切腹』
- 技術賞 鈴木孝俊『宮本武蔵』『恋や恋なすな恋』の美術
- 音楽賞 武満徹『切腹』
- 新人賞 浦山桐郎『キューポラのある街』
- 企画賞 市川崑『私は二歳』
- 大衆賞 伴淳三郎
- 特別賞 大河内傳次郎（長年日本映画界に尽くした功績）

#### 第14回（1963年度）
- 作品賞『にっぽん昆虫記』
- 監督賞 今村昌平『にっぽん昆虫記』
- 主演男優賞 中村錦之助『武士道残酷物語』
- 主演女優賞 左幸子『にっぽん昆虫記』『彼女と彼』
- 助演男優賞 河原崎長一郎『五番町夕霧楼』
- 助演女優賞 南田洋子『競輪上人行状記』『サムライの子』
- 外国作品賞『シベールの日曜日』（フランス）
- 脚本賞 今村昌平、長谷部慶次『にっぽん昆虫記』
- 撮影賞 成島東一郎『古都』
- 音楽賞 武満徹『古都』
- 新人賞 佐藤純彌『陸軍残虐物語』
- 企画賞 石原裕次郎、中井景『太平洋ひとりぼっち』
- 大衆賞 勝新太郎『座頭市』シリーズ
- 特別賞 川島雄三（数々の異色作を残した功績）
- 日本映画文化賞 小津安二郎

#### 第15回（1964年度）
- 作品賞『砂の女』
- 監督賞 勅使河原宏『砂の女』
- 主演男優賞 小林桂樹『われ一粒の麦なれど』
- 主演女優賞 岩下志麻『五瓣の椿』
- 助演男優賞 西村晃『赤い殺意』
- 助演女優賞 吉村実子『鬼婆』
- 外国作品賞『野のユリ』（アメリカ）
- 脚本賞 国弘威雄『幕末残酷物語』
- 撮影賞 黒田清巳『鬼婆』
- 新人賞 緑魔子『二匹の牝犬』
- 企画賞 佐藤一郎、椎野英之『われ一粒の麦なれど』
- 大衆賞 吉永小百合
- 特別賞 佐田啓二（映画人としての業績）

#### 第16回（1965年度）
- 作品賞『赤ひげ』
- 監督賞 山本薩夫『にっぽん泥棒物語』『証人の椅子』
- 主演男優賞 三船敏郎『赤ひげ』
- 主演女優賞 若尾文子『清作の妻』『波影』
- 助演男優賞 田村高廣『兵隊やくざ』
- 助演女優賞 二木てるみ『赤ひげ』
- 外国作品賞『メリー・ポピンズ』（アメリカ）
- 脚本賞 鈴木尚之『飢餓海峡』
- 撮影賞 岡崎宏三『六條ゆきやま紬』
- 音楽賞 黛敏郎『東京オリンピック』
- 新人賞 熊井啓『日本列島』
- 大衆賞 植木等
- 特別賞 本宮方式映画教室運動
- 日本映画文化賞 市川崑と『東京オリンピック』

#### 第17回（1966年度）
- 作品賞『白い巨塔』
- 監督賞 山田洋次『なつかしい風来坊』『運が良けりゃ』
- 主演男優賞 ハナ肇『なつかしい風来坊』『運が良けりゃ』
- 主演女優賞 司葉子『紀ノ川』
- 助演男優賞 中村賀津雄『湖の琴』
- 助演女優賞 乙羽信子『本能』
- 外国作品賞『男と女』（フランス）
- 脚本賞 橋本忍『白い巨塔』
- 技術賞 『大魔神』の特撮グループ
- 音楽賞 武満徹『紀ノ川』
- 新人賞 渡哲也『愛と死の記録』ほか
- 大衆賞 加山雄三『若大将シリーズ』ほか[16]

### 第18回（1975年度） - 第20回（1977年度）

#### 第18回（1975年度）
- 作品賞『化石』
- 監督賞 深作欣二『仁義の墓場』『県警対組織暴力』
- 主演男優賞 菅原文太『県警対組織暴力』『トラック野郎・御意見無用』『トラック野郎・爆走一番星』
- 主演女優賞 浅丘ルリ子『男はつらいよ 寅次郎相合い傘』
- 助演男優賞 原田芳雄『祭りの準備』『田園に死す』
- 助演女優賞 倍賞千恵子『男はつらいよ 寅次郎相合い傘』
- 外国作品賞『レニー・ブルース』（アメリカ）
- 新人賞 三浦友和『伊豆の踊子』ほか
- 新人賞 大竹しのぶ『青春の門』

#### 第19回（1976年度）
- 作品賞『大地の子守歌』
- 監督賞 山根成之『さらば夏の光よ』『パーマネント・ブルー 真夏の恋』
- 主演男優賞 渡哲也『やくざの墓場 くちなしの花』
- 主演女優賞 秋吉久美子『さらば夏の光よ』『あにいもうと』
- 助演男優賞 大滝秀治『不毛地帯』『あにいもうと』
- 助演女優賞 高峰三枝子『犬神家の一族』
- 外国作品賞『タクシードライバー』（アメリカ）
- 新人賞 原田美枝子『大地の子守歌』『青春の殺人者』など

#### 第20回（1977年度）
- 作品賞『幸福の黄色いハンカチ』
- 監督賞 山田洋次『幸福の黄色いハンカチ』
- 主演男優賞 高倉健『八甲田山』『幸福の黄色いハンカチ』
- 主演女優賞 岩下志麻『はなれ瞽女おりん』
- 助演男優賞 若山富三郎『姿三四郎』『悪魔の手毬唄』
- 助演女優賞 桃井かおり『幸福の黄色いハンカチ』
- 外国作品賞『ロッキー』（アメリカ）
- 新人賞 大林宣彦『ハウス』

### 第21回（1978年度） - 第30回（1987年度）

#### 第21回（1978年度）
- 作品賞『サード』
- 監督賞 野村芳太郎『鬼畜』『事件』
- 主演男優賞 緒形拳『鬼畜』
- 主演女優賞 梶芽衣子『曽根崎心中』
- 助演男優賞 渡瀬恒彦『事件』『赤穂城断絶』
- 助演女優賞 宮下順子『ダイナマイトどんどん』『雲霧仁左衛門』
- 外国作品賞『家族の肖像』（イタリア／フランス）
- 新人賞 永島敏行『サード』[17]

#### 第22回（1979年度）
- 作品賞『復讐するは我にあり』
- 監督賞 今村昌平『復讐するは我にあり』
- 主演男優賞 若山富三郎『衝動殺人 息子よ』
- 主演女優賞 桃井かおり『もう頬づえはつかない』『神様のくれた赤ん坊』『男はつらいよ 翔んでる寅次郎』
- 助演男優賞 三國連太郎『復讐するは我にあり』
- 助演女優賞 倍賞美津子『復讐するは我にあり』
- 外国作品賞『ディア・ハンター』（アメリカ）
- 新人賞 金田賢一『正午なり』
- スタッフ賞 千葉真一とジャパンアクションクラブ
- 特別賞 高野悦子と岩波ホール[18]

#### 第23回（1980年度）
- 作品賞『影武者』
- 監督賞 鈴木清順 『ツィゴイネルワイゼン』
- 主演男優賞 仲代達矢 『影武者』、『二百三高地』
- 主演女優賞 十朱幸代 『震える舌』
- 助演男優賞 丹波哲郎 『二百三高地』
- 助演女優賞 加賀まりこ 『夕暮まで』
- 外国作品賞『クレイマー、クレイマー』（アメリカ）
- 新人賞 隆大介 『影武者』
- スタッフ賞 石井聰亙と『狂い咲きサンダーロード』のスタッフ
- 特別賞 『ツィゴイネルワイゼン』とシネマ・プラセット[19]

#### 第24回（1981年度）
- 作品賞『泥の河』
- 監督賞 根岸吉太郎『遠雷』『狂った果実』
- 主演男優賞 永島敏行『遠雷』
- 主演女優賞 松坂慶子『青春の門』『男はつらいよ 浪花の恋の寅次郎』
- 助演男優賞 津川雅彦『マノン』
- 助演女優賞 田中裕子『北斎漫画』『ええじゃないか』
- 外国作品賞『ブリキの太鼓』（西ドイツ／フランス）
- 新人賞 佐藤浩市『青春の門』『マノン』
- スタッフ賞 安藤庄平『泥の河』『遠雷』
- 特別賞 日活ロマンポルノ[20]

#### 第25回（1982年度）
- 作品賞『蒲田行進曲』
- 監督賞 深作欣二『蒲田行進曲』
- 主演男優賞 渥美清『男はつらいよ 寅次郎あじさいの恋』『男はつらいよ 花も嵐も寅次郎』
- 主演女優賞 夏目雅子『鬼龍院花子の生涯』
- 助演男優賞 柄本明『男はつらいよ 寅次郎あじさいの恋』『道頓堀川』
- 助演女優賞 山口美也子『さらば愛しき大地』
- 外国作品賞『E.T.』（アメリカ）
- 新人賞 美保純『ピンクのカーテン』ほか

#### 第26回（1983年度）
- 作品賞『東京裁判』
- 監督賞 森田芳光『家族ゲーム』
- 主演男優賞 緒形拳『楢山節考』『陽暉楼』『魚影の群れ』『OKINAWAN BOYS オキナワの少年』
- 主演女優賞 田中裕子『天城越え』
- 助演男優賞 田中邦衛『逃れの街』『居酒屋兆治』
- 助演女優賞 永島暎子『竜二』
- 外国作品賞『フラッシュダンス』（アメリカ）
- 新人賞 原田知世『時をかける少女』
- 新人賞 金子正次『竜二』

#### 第27回（1984年度）
- 作品賞『瀬戸内少年野球団』
- 監督賞 伊丹十三『お葬式』
- 主演男優賞 山﨑努『お葬式』『さらば箱舟』
- 主演女優賞 薬師丸ひろ子『Wの悲劇』
- 助演男優賞 高品格『麻雀放浪記』
- 助演女優賞 三田佳子『Wの悲劇』『序の舞』
- 外国作品賞『ライトスタッフ』（アメリカ）
- 新人賞 吉川晃司『すかんぴんウォーク』

#### 第28回（1985年度）
- 作品賞『乱』
- 監督賞 黒澤明『乱』
- 主演男優賞 千秋実『花いちもんめ』
- 主演女優賞 十朱幸代『花いちもんめ』『櫂』
- 助演男優賞 ビートたけし『夜叉』
- 助演女優賞 藤真利子『薄化粧』『危険な女たち』
- 外国作品賞『刑事ジョン・ブック 目撃者』（アメリカ）
- 新人賞 斉藤由貴『雪の断章 - 情熱 -』

#### 第29回（1986年度）
- 作品賞『ウホッホ探険隊』
- 監督賞 熊井啓『海と毒薬』
- 主演男優賞 田中邦衛『ウホッホ探険隊』
- 主演女優賞 いしだあゆみ『火宅の人』『時計 Adieu l'Hiver』
- 助演男優賞 すまけい『キネマの天地』
- 助演女優賞 大竹しのぶ『波光きらめく果て』
- 外国作品賞『カラーパープル』（アメリカ）
- 新人賞 有森也実『キネマの天地』

#### 第30回（1987年度）
- 作品賞『マルサの女』
- 監督賞 原一男『ゆきゆきて、神軍』
- 主演男優賞 陣内孝則『ちょうちん』
- 主演女優賞 三田佳子『別れぬ理由』
- 助演男優賞 三船敏郎『男はつらいよ 知床慕情』
- 助演女優賞 秋吉久美子『夜汽車』
- 外国作品賞『アンタッチャブル』（アメリカ）
- 新人賞 髙嶋政宏『トットチャンネル』『BU・SU』

### 第31回（1988年度） - 第40回（1997年度）

#### 第31回（1988年度）
- 作品賞『敦煌』
- 監督賞 和田誠『快盗ルビイ』
- 主演男優賞 ハナ肇『会社物語 MEMORIES OF YOU』
- 主演女優賞 桃井かおり『木村家の人びと』『噛む女』『TOMORROW 明日』
- 助演男優賞 片岡鶴太郎『異人たちとの夏』
- 助演女優賞 秋吉久美子『異人たちとの夏』
- 新人賞 緒形直人『優駿 ORACION』
- 外国作品賞『ベルリン・天使の詩』（西ドイツ／フランス）
- 特別賞 『となりのトトロ』、『火垂るの墓』

#### 第32回（1989年度）
- 作品賞『どついたるねん』
- 監督賞 舛田利雄『社葬』
- 主演男優賞 三國連太郎『利休』
- 主演女優賞 田中好子『黒い雨』
- 助演男優賞 板東英二『あ・うん』
- 助演女優賞 南果歩『夢見通りの人々』『せんせい』『螢』『226』
- 新人賞 川原亜矢子『キッチン』
- 外国作品賞『ダイ・ハード』（アメリカ）

#### 第33回（1990年度）
- 作品賞『少年時代』
- 監督賞 篠田正浩『少年時代』
- 主演男優賞 原田芳雄『浪人街』『われに撃つ用意あり』
- 主演女優賞 松坂慶子『死の棘』
- 助演男優賞 柳葉敏郎『さらば愛しのやくざ』
- 助演女優賞 中嶋朋子『つぐみ』
- 新人賞 牧瀬里穂『東京上空いらっしゃいませ』『つぐみ』、松岡錠司『バタアシ金魚』
- 外国作品賞『フィールド・オブ・ドリームス』（アメリカ）
- スタッフ賞 桑田佳祐と音楽スタッフ『稲村ジェーン』

#### 第34回（1991年度）
- 作品賞『あの夏、いちばん静かな海。』
- 監督賞 北野武『あの夏、いちばん静かな海。』
- 主演男優賞 竹中直人『無能の人』
- 主演女優賞 工藤夕貴『戦争と青春』
- 助演男優賞 永瀬正敏『息子』
- 助演女優賞 風吹ジュン『無能の人』
- 新人賞 石田ひかり『ふたり』『咬みつきたい』『あいつ』
- 外国作品賞『羊たちの沈黙』（アメリカ）

#### 第35回（1992年度）
- 作品賞『シコふんじゃった。』
- 監督賞 周防正行『シコふんじゃった。』
- 主演男優賞 本木雅弘『シコふんじゃった。』
- 主演女優賞 三田佳子『遠き落日』
- 助演男優賞 室田日出男『修羅の伝説』『死んでもいい』
- 助演女優賞 藤谷美和子『女殺油地獄』『寝盗られ宗介』
- 新人賞 墨田ユキ『墨東綺譚』
- 外国作品賞『JFK』（アメリカ）

#### 第36回（1993年度）
- 作品賞『月はどっちに出ている』
- 監督賞 滝田洋二郎『僕らはみんな生きている』
- 主演男優賞 真田広之『僕らはみんな生きている』
- 主演女優賞 ルビー・モレノ『月はどっちに出ている』
- 助演男優賞 所ジョージ『まあだだよ』
- 助演女優賞 香川京子『まあだだよ』
- 新人賞 岸谷五朗『月はどっちに出ている』
- 新人賞 遠山景織子『高校教師』
- 外国作品賞『ジュラシックパーク』（アメリカ）
- 特別賞 萩本欽一『欽ちゃんのシネマジャック』

#### 第37回（1994年度）
- 作品賞『棒の哀しみ』
- 監督賞 神代辰巳『棒の哀しみ』
- 主演男優賞 奥田瑛二『棒の哀しみ』
- 主演女優賞 高岡早紀『忠臣蔵外伝 四谷怪談』
- 助演男優賞 中村敦夫『集団左遷』
- 助演女優賞 室井滋『居酒屋ゆうれい』
- 新人賞 鈴木砂羽『愛の新世界』
- 外国作品賞『パルプ・フィクション』（アメリカ）

#### 第38回（1995年度）
- 作品賞 『午後の遺言状』
- 監督賞 金子修介『ガメラ 大怪獣空中決戦』
- 主演男優賞 真田広之『写楽』『EAST MEETS WEST』『緊急呼出し エマージェンシー・コール』
- 主演女優賞 中山美穂『Love Letter』
- 助演男優賞 萩原聖人『マークスの山』
- 助演女優賞 中山忍『ガメラ 大怪獣空中決戦』
- 新人賞 江角マキコ『幻の光』
- 外国作品賞 『マディソン郡の橋』（アメリカ）
- 特別賞 渥美清

#### 第39回（1996年度）
- 作品賞『岸和田少年愚連隊』
- 監督賞 北野武『キッズ・リターン』
- 主演男優賞 役所広司『Shall we ダンス?』『眠る男』『シャブ極道』
- 主演女優賞 該当者なし
- 助演男優賞 渡哲也『わが心の銀河鉄道 宮沢賢治物語』
- 助演女優賞 岸田今日子『学校の怪談2』『八つ墓村』
- 新人賞 ナインティナイン（岡村隆史・矢部浩之）『岸和田少年愚連隊』
- 外国作品賞『セブン』（アメリカ）
- 特別賞 渥美清、群馬県『眠る男』

#### 第40回（1997年度）
- 作品賞『バウンス ko GALS』
- 監督賞 原田眞人『バウンス ko GALS』
- 主演男優賞 役所広司『うなぎ』『失楽園』『CURE』
- 主演女優賞 桃井かおり『東京夜曲』
- 助演男優賞 西村雅彦『マルタイの女』『ラヂオの時間』
- 助演女優賞 倍賞美津子『うなぎ』、『東京夜曲』
- 新人賞 三谷幸喜『ラヂオの時間』、佐藤仁美『バウンス ko GALS』
- 外国作品賞『タイタニック』（アメリカ）
- 特別賞『もののけ姫』

### 第41回（1998年度） - 第50回（2007年度）

#### 第41回（1998年度）
- 作品賞『HANA-BI』
- 監督賞 北野武『HANA-BI』
- 主演男優賞 ビートたけし『HANA-BI』
- 主演女優賞 原田美枝子『愛を乞うひと』
- 助演男優賞 大杉漣『HANA-BI』
- 助演女優賞 余貴美子『学校III』『あ、春』
- 新人賞 田中麗奈『がんばっていきまっしょい』
- 外国作品賞『L.A.コンフィデンシャル』（アメリカ）
- 特別賞 黒澤明、木下惠介

#### 第42回（1999年度）
- 作品賞『御法度』
- 監督賞 大島渚『御法度』
- 主演男優賞 高倉健『鉄道員』
- 主演女優賞 鈴木京香『39 刑法第三十九条』
- 助演男優賞 武田真治『御法度』
- 助演女優賞 富司純子『おもちゃ』
- 新人賞 松田龍平『御法度』
- 外国作品賞『ライフ・イズ・ビューティフル』（イタリア）

#### 第43回（2000年度）
- 作品賞『バトル・ロワイアル』
- 監督賞 阪本順治『顔』
- 主演男優賞 織田裕二『ホワイトアウト』
- 主演女優賞 吉永小百合『長崎ぶらぶら節』
- 助演男優賞 香川照之『スリ』『独立少年合唱団』
- 助演女優賞 宮崎美子『雨あがる』
- 新人賞 藤原竜也『バトル・ロワイアル』
- 外国作品賞『ダンサー・イン・ザ・ダーク』（デンマーク）

#### 第44回（2001年度）
- 作品賞『千と千尋の神隠し』
- 監督賞 行定勲『GO』
- 主演男優賞 野村萬斎『陰陽師』
- 主演女優賞 天海祐希『狗神』『連弾』『千年の恋 ひかる源氏物語』
- 助演男優賞 山﨑努『GO』
- 助演女優賞 奈良岡朋子『ホタル』
- 新人賞 柴咲コウ『GO』
- 外国作品賞『JSA』（韓国）

#### 第45回（2002年度）
- 作品賞『たそがれ清兵衛』
- 監督賞 崔洋一『刑務所の中』
- 主演男優賞 佐藤浩市『KT』
- 主演女優賞 片岡礼子『ハッシュ!』
- 助演男優賞 津田寛治『模倣犯』
- 助演女優賞 宮沢りえ『たそがれ清兵衛』
- 新人賞 中村獅童『ピンポン』、小西真奈美『阿弥陀堂だより』
- 外国作品賞『少林サッカー』（香港）
- 特別賞 深作欣二

#### 第46回（2003年度）
- 作品賞 『赤目四十八瀧心中未遂』
- 監督賞 森田芳光『阿修羅のごとく』
- 主演男優賞 西田敏行『ゲロッパ!』『釣りバカ日誌14』
- 主演女優賞 寺島しのぶ『赤目四十八瀧心中未遂』『ヴァイブレータ』
- 助演男優賞 山本太郎『MOON CHILD』『ゲロッパ!』『精霊流し』
- 助演女優賞 大楠道代『座頭市』『赤目四十八瀧心中未遂』
- 新人賞 石原さとみ『わたしのグランパ』
- 外国作品賞『インファナル・アフェア』（香港）
- 特別賞 渡辺謙『ラスト サムライ』（アメリカ）

#### 第47回（2004年度）
- 作品賞『誰も知らない』
- 監督賞 是枝裕和『誰も知らない』
- 主演男優賞 寺尾聰『半落ち』
- 主演女優賞 宮沢りえ『父と暮せば』
- 助演男優賞 オダギリジョー『血と骨』『この世の外へ クラブ進駐軍』
- 助演女優賞 長澤まさみ『世界の中心で、愛をさけぶ』『深呼吸の必要』
- 新人賞 土屋アンナ『下妻物語』『茶の味』、森山未來『世界の中心で、愛をさけぶ』
- 外国作品賞『ミスティック・リバー』（アメリカ）

#### 第48回（2005年度）
- 作品賞『パッチギ!』
- 監督賞 佐藤純彌『男たちの大和/YAMATO』
- 主演男優賞 真田広之『亡国のイージス』
- 主演女優賞 小泉今日子『空中庭園』
- 助演男優賞 堤真一『ALWAYS 三丁目の夕日』『フライ、ダディ、フライ』
- 助演女優賞 薬師丸ひろ子『ALWAYS 三丁目の夕日』『オペレッタ狸御殿』
- 新人賞 多部未華子『HINOKIO』『青空のゆくえ』
- 外国作品賞『ミリオンダラー・ベイビー』（アメリカ）
- 特別賞 岡本喜八
- スタッフ賞 内田けんじ『運命じゃない人』

#### 第49回（2006年度）
- 作品賞『フラガール』
- 監督賞 西川美和 『ゆれる』
- 主演男優賞 渡辺謙 『明日の記憶』
- 主演女優賞 蒼井優 『フラガール』『ハチミツとクローバー』
- 助演男優賞 香川照之 『ゆれる』『出口のない海』『明日の記憶』
- 助演女優賞 富司純子 『フラガール』『犬神家の一族』『寝ずの番』
- 新人賞 塚地武雅 『間宮兄弟』、檀れい 『武士の一分』
- 外国作品賞『父親たちの星条旗』（アメリカ）
- 特別賞 今村昌平

#### 第50回（2007年度）
- 作品賞『キサラギ』[21]
- 監督賞 周防正行 『それでもボクはやってない』[21]
- 主演男優賞 加瀬亮 『それでもボクはやってない』[21]
- 主演女優賞 麻生久美子 『夕凪の街 桜の国』[21]
- 助演男優賞 三浦友和 『松ヶ根乱射事件』『転々』[21]
- 助演女優賞 永作博美 『腑抜けども、悲しみの愛を見せろ』[21]
- 新人賞 新垣結衣 『恋するマドリ』『ワルボロ』『恋空』[21]
- 外国作品賞 『ドリームガールズ』（アメリカ）[21]
- 特別賞 植木等[21]

### 第51回（2008年度） - 第60回（2017年度）

#### 第51回（2008年度）
- 作品賞 『クライマーズ・ハイ』[22]
- 監督賞 是枝裕和 『歩いても 歩いても』[22]
- 主演男優賞 本木雅弘 『おくりびと』[22]
- 主演女優賞 木村多江 『ぐるりのこと。』[22]
- 助演男優賞 堺雅人 『アフタースクール』『クライマーズ・ハイ』[22]
- 助演女優賞 樹木希林 『歩いても 歩いても』[22]
- 新人賞 吉高由里子 『蛇にピアス』、リリーフランキー 『ぐるりのこと。』[22]
- 外国作品賞 『ダークナイト』（アメリカ）[22]
- 特別賞 市川崑、緒形拳[22]

#### 第52回（2009年度）
- 作品賞『劒岳 点の記』
- 監督賞 西川美和 『ディア・ドクター』
- 主演男優賞 笑福亭鶴瓶 『ディア・ドクター』
- 主演女優賞 綾瀬はるか 『おっぱいバレー』
- 助演男優賞 瑛太  『ディア・ドクター』『ガマの油』『なくもんか』『のだめカンタービレ 最終楽章』
- 助演女優賞 深田恭子 『ヤッターマン』
- 新人賞 岡田将生 『重力ピエロ』『ホノカアボーイ』、木村大作 『劒岳 点の記』
- 外国作品賞 『グラン・トリノ』（アメリカ）
- 特別賞『釣りバカ日誌シリーズ』 [23]

#### 第53回（2010年度）
- 作品賞『告白』
- 監督賞 石井裕也 『川の底からこんにちは』
- 主演男優賞 妻夫木聡 『悪人』
- 主演女優賞 寺島しのぶ 『キャタピラー』
- 助演男優賞 石橋蓮司 『アウトレイジ』『今度は愛妻家』
- 助演女優賞 木村佳乃 『告白』
- 新人賞 生田斗真 『人間失格』、桜庭ななみ 『最後の忠臣蔵』『書道ガールズ!! わたしたちの甲子園』
- 外国作品賞 『第9地区』（南アフリカ共和国）

#### 第54回（2011年度）
- 作品賞『冷たい熱帯魚』
- 監督賞 新藤兼人 『一枚のハガキ』
- 主演男優賞 竹野内豊 『太平洋の奇跡』
- 主演女優賞 永作博美 『八日目の蝉』
- 助演男優賞 伊勢谷友介  『あしたのジョー』『カイジ2人生奪回ゲーム』
- 助演女優賞 長澤まさみ 『モテキ』
- 新人賞 芦田愛菜 『うさぎドロップ』『阪急電車 片道15分の奇跡』
- 外国作品賞 『ブラック・スワン』（アメリカ合衆国）
- 特別賞 原田芳雄

#### 第55回（2012年度）
- 作品賞『かぞくのくに』
- 監督賞 内田けんじ 『鍵泥棒のメソッド』
- 主演男優賞 阿部寛 『麒麟の翼』『テルマエ・ロマエ』『カラスの親指』
- 主演女優賞 安藤サクラ 『かぞくのくに』
- 助演男優賞 井浦新  『かぞくのくに』
- 助演女優賞 広末涼子 『鍵泥棒のメソッド』
- 新人賞 マキタスポーツ 『苦役列車』
- 外国作品賞 『レ・ミゼラブル』（イギリス）
- 特別賞 若松孝二

#### 第56回（2013年度）
- 作品賞『横道世之介』[12]
- 監督賞 大森立嗣 『ぼっちゃん』『さよなら渓谷』
- 主演男優賞 高良健吾 『横道世之介』
- 主演女優賞 貫地谷しほり 『くちづけ』
- 助演男優賞 ピエール瀧 『凶悪』『くじけないで』『そして父になる』
- 助演女優賞 二階堂ふみ 『地獄でなぜ悪い』『脳男』『四十九日のレシピ』
- 新人賞 黒木華 『舟を編む』『草原の椅子』『シャニダールの花』
- 外国作品賞 『ゼロ・グラビティ』（アメリカ合衆国）
- 特別賞 大島渚、三國連太郎

#### 第57回（2014年度）
- 作品賞『超高速!参勤交代』[24]
- 監督賞 呉美保 『そこのみにて光輝く』
- 主演男優賞 浅野忠信 『私の男』
- 主演女優賞 安藤サクラ 『0.5ミリ』『百円の恋』
- 助演男優賞 池松壮亮 『紙の月』『海を感じる時』『ぼくたちの家族』
- 助演女優賞 小林聡美 『紙の月』
- 新人賞 小芝風花 『魔女の宅急便』
- 外国作品賞 『ジャージー・ボーイズ』

#### 第58回（2015年度）
- 作品賞『日本のいちばん長い日』 [25]
- 監督賞 橋口亮輔『恋人たち』[25]
- 主演男優賞 大泉洋『駆込み女と駆出し男』[25]
- 主演女優賞 有村架純『ストロボ・エッジ』『ビリギャル』[25]
- 助演男優賞 本木雅弘『日本のいちばん長い日』『天空の蜂』[25]
- 助演女優賞 吉田羊『ビリギャル』『脳内ボイズンベリー』『愛を積むひと』[25]
- 新人賞 石井杏奈『ガールズ・ステップ』『ソロモンの偽証』[25]
- 外国作品賞 『マッドマックス 怒りのデス・ロード』[25]

#### 第59回（2016年度）
- 作品賞 『シン・ゴジラ』[26]
- 監督賞 片渕須直『この世界の片隅に』
- 主演男優賞 松山ケンイチ『聖の青春』他
- 主演女優賞 大竹しのぶ『後妻業の女』
- 助演男優賞 リリー・フランキー『SCOOP!』『聖の青春』他
- 助演女優賞 杉咲花『湯を沸かすほどの熱い愛』
- 新人賞 岡村いずみ『ジムノペディに乱れる』
- 特別賞 『君の名は。』
- 外国作品賞 『ローグ・ワン/スター・ウォーズ・ストーリー』

#### 第60回（2017年度）
- 作品賞 『あゝ、荒野』[27]
- 監督賞 白石和彌『彼女がその名を知らない鳥たち』
- 主演男優賞 阿部サダヲ『彼女がその名を知らない鳥たち』
- 主演女優賞 新垣結衣『ミックス。』
- 助演男優賞 ユースケ・サンタマリア『あゝ、荒野』『泥棒役者』
- 助演女優賞 斉藤由貴『三度目の殺人』
- 新人賞 石橋静河『映画 夜空はいつでも最高密度の青色だ』
- 外国作品賞 『ドリーム』

### 第61回（2018年度） - 第67回（2024年度）

#### 第61回（2018年度）
- 作品賞 『カメラを止めるな!』
- 監督賞 白石和彌 『孤狼の血』『止められるか、俺たちを』『サニー/32』
- 主演男優賞 舘ひろし 『終わった人』
- 主演女優賞 門脇麦 『止められるか、俺たちを』
- 助演男優賞 松坂桃李 『孤狼の血』
- 助演女優賞 松岡茉優 『万引き家族』『ちはやふる -結び-』
- 新人賞 南沙良 『志乃ちゃんは自分の名前が言えない』
- 外国作品賞 『ボヘミアン・ラプソディ』

#### 第62回（2019年度）
- 作品賞 『翔んで埼玉』[28]
- 監督賞  真利子哲也 『宮本から君へ』
- 主演男優賞 中井貴一 『記憶にございません!』
- 主演女優賞 長澤まさみ 『コンフィデンスマンJP -ロマンス編-』
- 助演男優賞 吉沢亮 『キングダム』
- 助演女優賞 MEGUMI 『台風家族』 『ひとよ』
- 新人賞 関水渚 『町田くんの世界』
- 外国作品賞 『ジョーカー』

#### 第63回（2020年度）
- 作品賞 『Fukushima 50』[29]
- 監督賞 中野量太 『浅田家!』
- 主演男優賞 草彅剛 『ミッドナイトスワン』
- 主演女優賞 長澤まさみ 『コンフィデンスマンJP -プリンセス編-』『MOTHER マザー』
- 助演男優賞 成田凌 『スマホを落としただけなのに 囚われの殺人鬼』『糸』『窮鼠はチーズの夢を見る』
- 助演女優賞 伊藤沙莉 『劇場』『十二単衣を着た悪魔』『ホテルローヤル』
- 新人賞 奥平大兼 『MOTHER マザー』
- 外国作品賞 『パラサイト 半地下の家族』

#### 第64回（2021年度）
- 作品賞 『孤狼の血 LEVEL2』[30]
- 監督賞 西川美和 『すばらしき世界』
- 主演男優賞 岡田准一 『燃えよ剣』『ザ・ファブル 殺さない殺し屋』
- 主演女優賞 永野芽郁 『そして、バトンは渡された』『地獄の花園』
- 助演男優賞 仲野太賀 『すばらしき世界』
- 助演女優賞 三浦透子 『ドライブ・マイ・カー』
- 新人賞 河合優実 『由宇子の天秤』『サマーフィルムにのって』
- 外国作品賞 『007/ノー・タイム・トゥ・ダイ』

#### 第65回（2022年度）
- 作品賞 『ある男』[31]
- 監督賞  早川千絵 『PLAN 75』
- 主演男優賞 二宮和也 『TANG タング』『ラーゲリより愛を込めて』
- 主演女優賞 倍賞千恵子 『PLAN 75』
- 助演男優賞 飯尾和樹 『沈黙のパレード』
- 助演女優賞 清野菜名 『キングダム2 遥かなる大地へ』『異動辞令は音楽隊!』『ある男』
- 新人賞 Kōki, 『牛首村』
- 外国作品賞 『トップガン マーヴェリック』

#### 第66回（2023年度）
- 作品賞 『ゴジラ-1.0』[32]
- 監督賞  石井裕也 『月』『愛にイナズマ』
- 主演男優賞 神木隆之介 『大名倒産』『ゴジラ-1.0』
- 主演女優賞 吉永小百合 『こんにちは、母さん』
- 助演男優賞 佐藤浩市 『せかいのおきく』『愛にイナズマ』
- 助演女優賞 浜辺美波 『シン・仮面ライダー』『ゴジラ-1.0』
- 新人賞 黒川想矢 『怪物』
- 外国作品賞 『ザ・スーパーマリオブラザーズ・ムービー』

#### 第67回（2024年度）
- 作品賞 『侍タイムスリッパー』[33]
- 監督賞  入江悠 『あんのこと』
- 主演男優賞 山口馬木也 『侍タイムスリッパー』
- 主演女優賞 河合優実 『あんのこと』『ナミビアの砂漠』
- 助演男優賞 大沢たかお 『キングダム 大将軍の帰還』
- 助演女優賞 小泉今日子 『海の沈黙』『碁盤斬り』『i ai』『とりつくしま』『室井慎次 生き続ける者』
- 新人賞 早瀬憩 『違国日記』『あのコはだぁれ?』
- 外国作品賞 『オッペンハイマー』